# Frente Moro de Libertação Nacional

Bandeira da Frente Moro de Libertação Nacional

A Frente Moro de Libertação Nacional (FMLN no árabe: جبهة التحرير الوطني, Jabhat at-Taḥrīr al-Waṭanī) é uma grupo islâmico separatista na ilha de Mindanao, nas Filipinas. Formado em 1969, a guerrilha liderada por Nur Misuari rebelou-se contra o governo central filipino na década de 1970 buscando a independência da ilha no sul do país.
A FMLN aceitou negociar uma solução que não fosse a independência e depois em 1996 assinou a paz com o governo filipino, aceitando administrar a Região Autónoma do Mindanau Muçulmano.